# Шуар (язык)
Шуар (Chiwaro, «Jibaro», Jivaro, Shuar, Shuara, Xivaro) — небольшой индейский хиварский язык, один из языков (по другой классификации диалект), на котором говорит народность шуары, который проживает между реками Мараньон и Пастаса, в провинциях Морона-Сантьяго и Пастаса, восточнее города Куэнка, в Эквадоре. Согласно статье № 2 Конституции Эквадора 2008 года, шуар является уставным языком провинциальной идентичности в провинции Морона-Сантьяго.